# Россия (театр)
Теа́тр «Росси́я» — музыкальный театр в Тверском районе города Москвы. Здание театра было построено в 1957—1961 годах, с 1961 по 1997 год в нём располагался кинотеатр «Россия», в 1997—2012 — кинотеатр «Пушкинский». В 2012 году здание было реконструировано для проведения музыкальных представлений. С 2012 по 2017 год арендатором театра выступала международная театральная компания Stage Entertainment, в 2017 году её сменил Московский театр мюзикла. Здание театра «Россия» охраняется как памятник архитектуры регионального значения.

## История

### Кинотеатр «Россия»
Здание кинотеатра «Россия» было построено в 1957—1961 годах на Пушкинской площади на месте снесённого в 1937 году Страстного монастыря. Кинотеатр открылся ко 2-му Московскому международному кинофестивалю, который состоялся в июле 1961 года, и стал его главным залом. Над проектом работали архитекторы Юрий Шевердяев, Дмитрий Солопов и Эльмира Гаджинская; инженеры Юрий Дыховичный и Е. Станиславский. В композиции кинотеатра нашли развитие идеи архитектора Константина Мельникова, автора проекта клуба имени Русакова 1927—1929 годов постройки: балкон зрительного зала был вынесен на 6-метровую консоль, а уклон зрительного зала читался через остеклённый фасад здания. По первоначальной задумке, фасад «России» должен был венчать фронтон, покоящийся на столбах-колоннах, но позднее в проект была добавлена «взлетающая» крыша, изначально разработанная архитектором Леонидом Павловым для конкурсного проекта кинотеатра на Октябрьской площади. Ещё одним оригинальными решением, преобразившим площадь, стала лестница, перекинутая через автомобильный проезд и связавшая фойе с пешеходной зоной бульвара. После открытия кинотеатр «Россия» со зрительным залом на 2500 человек стал крупнейшим в Москве, площадкой важных премьер и Московского международного кинофестиваля.

### Кинотеатр «Пушкинский»
В 1990-х годах спрос на кинопросмотры снизился, часть здания кинотеатра была сдана под казино. В 1997 году здание «России» было арендовано компанией «Каро Фильм», которая после реконструкции перезапустила кинотеатр под названием «Пушкинский». После реконструкции вместимость зала сократилась до 2057 мест, было установлено современное звуковое и кинопроекционное оборудование. Кинотеатр продолжил принимать мероприятия ММКФ, а «Каро Фильм» использовала его для премьер всех новых кинолент. В 2007 году «Каро Фильм» выкупила кинотеатр у московских властей за 30 миллионов долларов. Однако рост популярности многозальных кинотеатров сказался на рентабельности построенных в СССР кинотеатров с огромными залами, и компания начала искать площадке альтернативное применение.

### Театр «Россия»
В 2012 году «Каро Фильм» сдала здание «Пушкинского» в аренду международной театральной компании Stage Entertainment, которая задумала превратить его в пространство для постановки мюзиклов. По замыслу инвестора, новый музыкальный театр должен был стать частью образованного Большой Дмитровкой и Петровкой театрального квартала, идею создания которого Владимиру Путину предложил художественный руководитель Театра наций Евгений Миронов. В рамках реконструкции были восстановлены инженерные коммуникации, реорганизованы зрительный зал и пространство фойе. После реконструкции около 40% зала заняла сцена со сложной сценической конструкцией для монтажа осветительных приборов и многотонных декораций. Несмотря на сокращение числа посадочных мест до 1756, зал остался крупнейшими в столице, опережая Большой театр на 16 кресел. Стоимость переоборудования оценивалась в 6 миллионов долларов. Театру было возвращено историческое название «Россия», и в октябре 2012 года он открылся для зрителей премьерой мюзикла «Русалочка» по мотивам мультипликационного фильма студии Уолта Диснея. В сентябре 2015 года по инициативе главы Stage Entertainment Дмитрия Богачёва перед зданием театра была организована Аллея звёзд мюзиклов, на которой звёздами были отмечены собственные постановки компании, работы Московского государственного академического театра оперетты и Московского театра мюзикла.
Снижение рентабельности зрелищных мероприятий подтолкнуло Stage Entertainment к отказу от продления договора аренды «России» с весны 2017 года, чтобы сосредоточиться на основной для компании площадке — Московском дворце молодёжи. Новым арендатором стал Московский театр мюзикла, ранее занимавший Дворец культуры имени Горбунова. Переезд ознаменовался новой реконструкцией, официальное открытие состоялось 28 сентября, а 3 октября 2017 года театр открыл новый сезон показом мюзикла «Принцесса цирка».

## Постановки мюзиклов в театре
| Даты        | Постановка                 | Компания                   | Жанр      | Примечания                                  |
| ----------- | -------------------------- | -------------------------- | --------- | ------------------------------------------- |
| 2012 — 2014 | «Русалочка»                | Stage Entertainment Russia | мюзикл    | Российская премьера.                        |
| 2014        | «Чикаго»                   | Stage Entertainment Russia | мюзикл    | Перенесён на месяц проката из МДМ           |
| 2014 — 2015 | «Красавица и Чудовище»     | Stage Entertainment Russia | мюзикл    | Возрождённая.                               |
| 2015 — 2016 | «Поющие под дождём»        | Stage Entertainment Russia | мюзикл    | Российская премьера.                        |
| 2016 — 2017 | «Золушка»                  | Stage Entertainment Russia | мюзикл    | Российская премьера.                        |
| 2017 — 2021 | «Принцесса цирка»          | Театр мюзикла              | мюзикл    | Прокат происходит блоками                   |
| 2017 — 2021 | «Всё о золушке»            | Театр мюзикла              | мюзикл    | Прокат происходит блоками                   |
| 2017 — 2021 | «Преступление и наказание» | Театр мюзикла              | рок-опера | Прокат происходит блоками                   |
| 2017 — 2021 | «Чудеса и куралесы»        | Театр мюзикла              | мюзикл    | Прокат происходит в основном по субботам    |
| 2017 — 2021 | «Реверс»                   | Театр мюзикла              | спектакль | Мировая премьера                            |
| 2018 — 2021 | «Жизнь прекрасна»          | Театр мюзикла              | ревю      | Мировая премьера. Прокат происходит блоками |
| 2019        | «Пари над безной»          | Театр мюзикла              | спектакль | Российская премьера                         |
| 2020 — 2021 | «ПраймТайм»                | Театр мюзикла              | мюзикл    | Мировая премьера                            |

## Фотогалерея

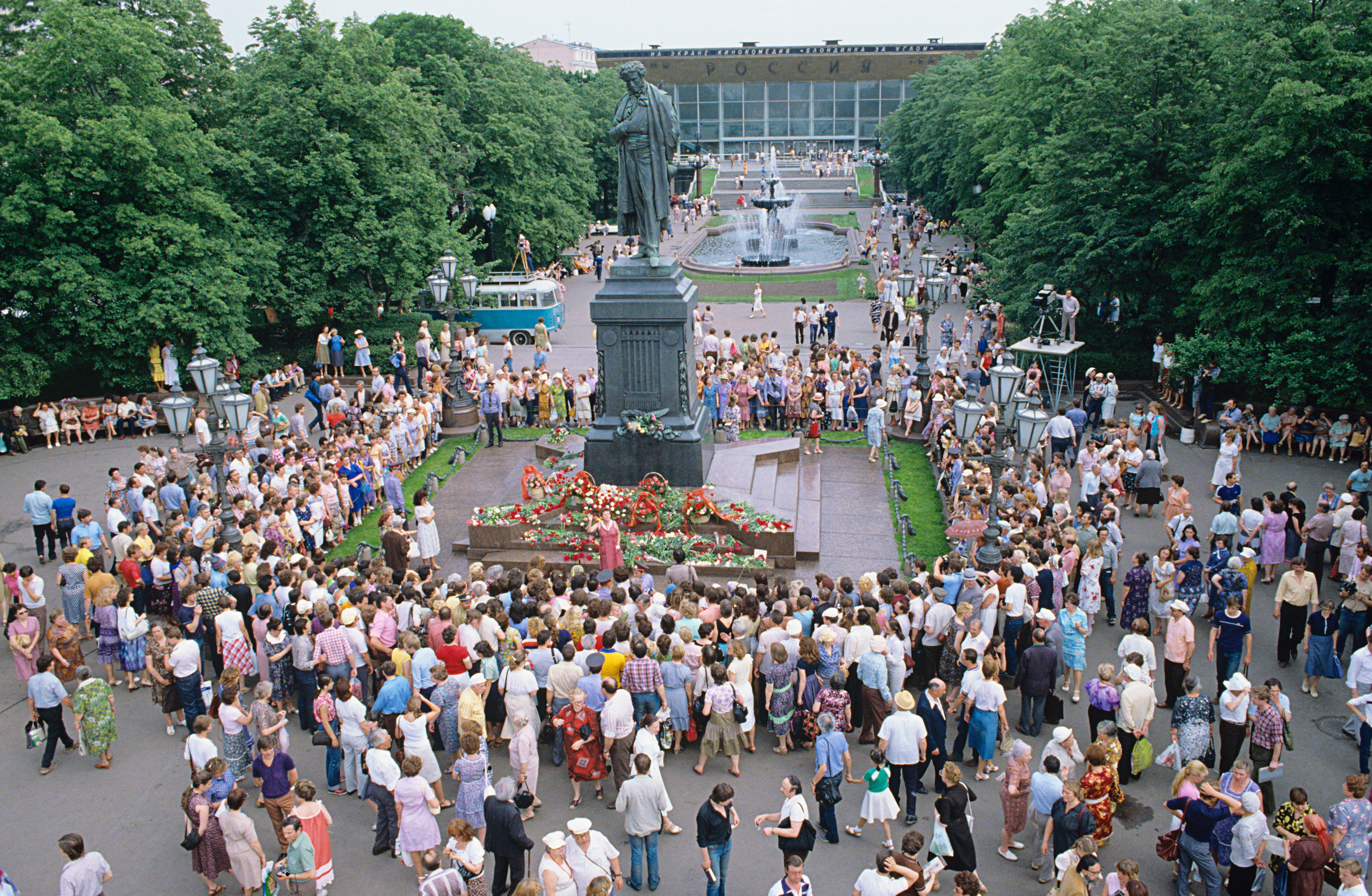
Праздник поэзии у памятника А. С. Пушкину в 1984 году. Кинотеатр «Россия» виден на заднем плане.
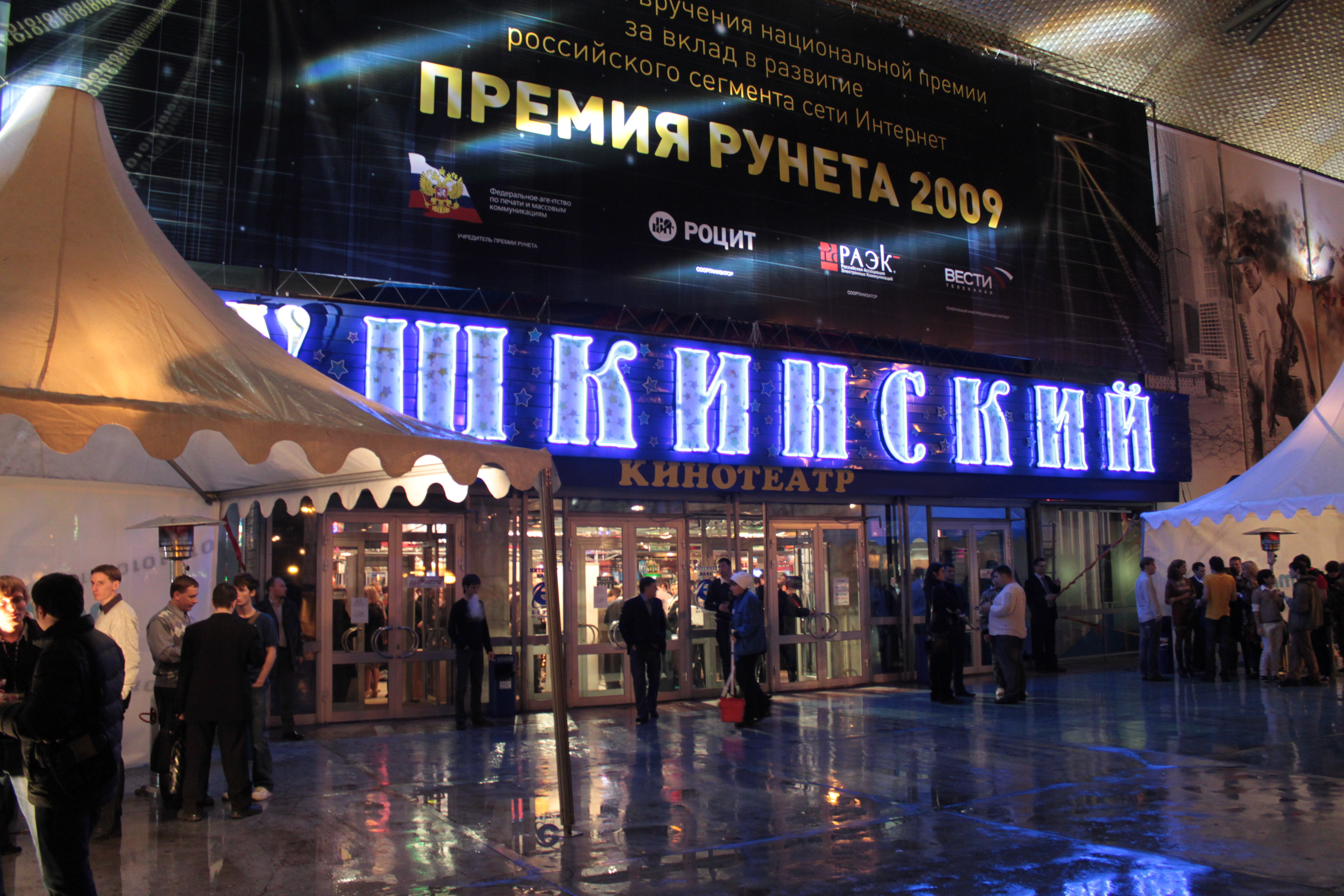
Главный вход в кинотеатр в 2009 году: проведение «Премии Рунета».
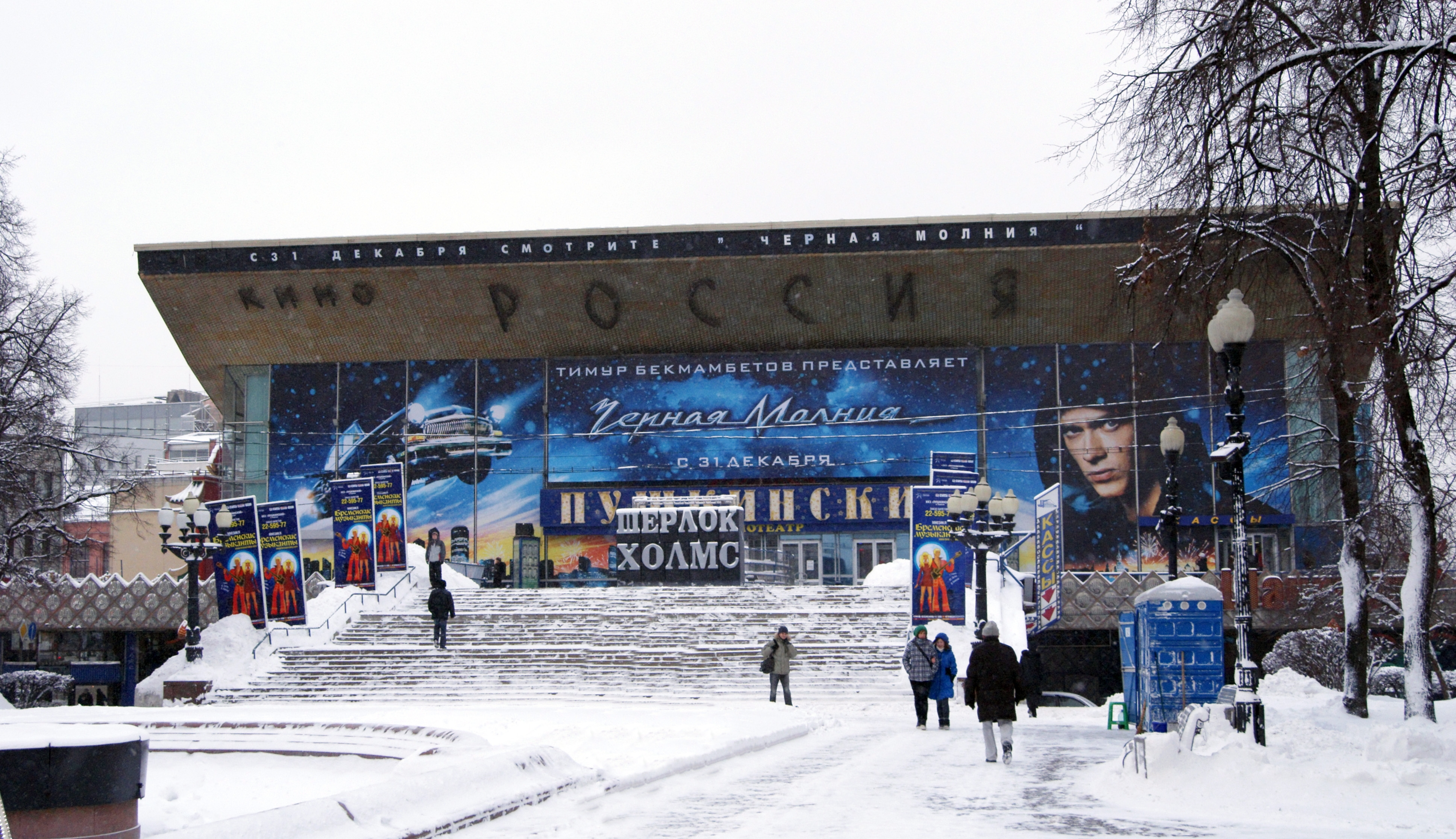
Кинотеатр в конце 2009 года: премьера фильма «Чёрная молния».
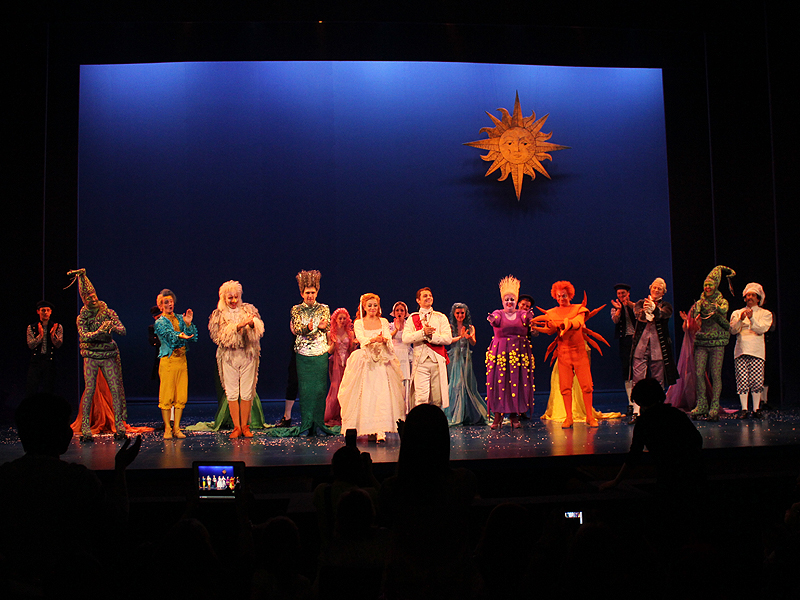
Сцена театра: поклон артистов мюзикла «Русалочка».
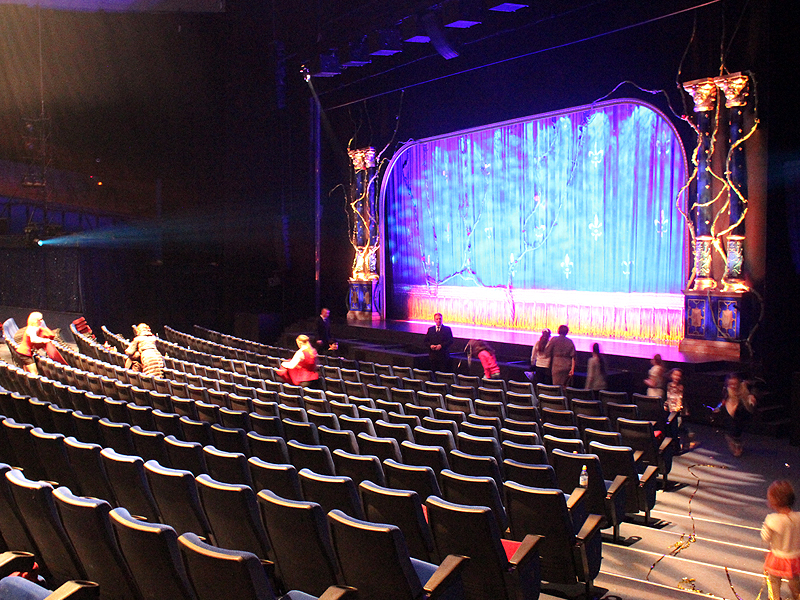
Партер зрительного зала и занавес мюзикла «Красавица и чудовище».